# Tadayoshi Yokota
Tadayoshi Yokota (jap. 横田忠義 Yokota Tadayoshi; ur. 26 września 1947 w Mitoyo, zm. 8 maja 2023), japoński siatkarz. Dwukrotny medalista olimpijski.
Mierzący 194 cm wzrostu zawodnik znajdował się w składzie srebrnych medalistów olimpijskich w Meksyku. W 1972 w Monachium znalazł się wśród triumfatorów olimpiady. Brał udział w IO 76 (czwarte miejsce). Był brązowym medalistą mistrzostw świata w 1970 i 1974.